# Sinagoga de Bandza
La sinagoga de Bandza (en georgiano: ბანძის სინაგოგა) es una sinagogas en el pueblo de Bandza del municipio de Martvili en Mingrelia-Alta Esvanetia, Georgia.

## Historia
En el siglo XVIII, Bandza era un centro avanzado en el oeste de Georgia y muchos judíos se establecieron aquí. En el lugar se construyó una pequeña capilla y se abrió un cementerio judío. A principios del siglo XX se construyó una sinagoga, finalizada en 1910.  
En la década de 1970, los judíos abandonaron Bandza y se dirigieron a Israel.El templo no se utiliza desde la década de 1970 y está en mal estado.

## Galería

Entrada a la sinagoga
Interior de la sinagoga
Lápidas del cementerio judío